# 量化詞對調
量化詞對調（Quantifier shift）是一種形式謬誤，係指不當將「對於所有的」與「存在」量化詞對調位置的謬誤。這樣的錯誤往往不明顯，尤其在自然語言中。

## 形式說明
量化詞對調謬誤的形式如下：
{\displaystyle \forall x\exists yRxy\vdash \exists y\forall xRxy}
其文字描述如下：
對於所有A，存在B而C。
因此，存在B，使所有A而C。
範例：
對於所有人，都有一個女人作為母親。
因此，有一個女人作為所有人的母親。
注意反向的量化詞對調在邏輯上是有效的：
{\displaystyle \exists y\forall xRxy\vdash \forall x\exists yRxy}
其文字描述如下：
存在B，使所有A而C。
對於所有A，存在B而C。
範例：
有一個女人作為王家所有孩子的母親。
因此，對於王家所有孩子，都有一個女人作為母親。

## 外部連結
- （英文） Logical Fallacy: Quantifier Shift （页面存档备份，存于）